# День залежності (фільм)
«День залежності» — фільм 2008 року.

## Зміст
Борис працює у приватній лікарні. До них потрапляє дивний пацієнт, про якого не прийнято говорити. Виявляється, що його батько — впливовий і багатий чоловік, а самого пацієнта лікують від наркоманії. Коли хлопця знаходять мертвим від передозування, то вину намагаються повісити на Бориса. Він хоче втекти, але потрапляє в ДТП, а винуватці аварії привозять Бориса назад. Тепер Борису необхідно дізнатися, у яке хитромудре сплетіння вражаючих подій він потрапив, а головне — хто плете ці сіті.